# Сильвестри, Даниеле
Даниеле Сильвестри (итал. Daniele Silvestri; 18 августа 1968, Рим) — итальянский певец, автор-исполнитель.

## Биография
Даниеле Сильвестри родился 18 августа 1968 года в Риме, сын телевизионного сценариста и ведущего Альберто Сильвестри и джазовой певицы из Болоньи Эмануэлы Сильвестри. В возрасте шести лет Даниеле начал играть на фортепьяно, в 13 — на гитаре, в четырнадцать лет написал свою первую песню — «41 anni fa» («41 год назад») в память о втором чемпионском титуле своего любимого футбольного клуба «Рома». Два года спустя он присоединился к любительской группе, исполнявшей хиты 1980-х годов в стиле Duran Duran (тем не менее, предпочитал музыку The Beatles, Боба Марли, Паоло Конте и др.). Окончив классический лицей, Сильвестри в 1987 году поступил на филологический факультет (его любимые писатели — Достоевский и Кальвино).
Исполнитель музыки в джазовом стиле, первого успеха достиг в 1995 году, выступив на фестивале Сан-Ремо с песней «L’uomo col megafono» (в 1999 году получил на фестивале Сан-Ремо премию критики за песню «Aria», в 2002 году повторил этот успех с песней «Salirò»). В 1997 году Даниэле Сильвестри участвовал в Фестивале молодёжи и студентов в Гаване и по-прежнему сохраняет коммунистические убеждения. В 2007 году получил премию Давид ди Донателло за лучшую оригинальную песню с синглом «Mi persi» — саундтрек фильма «Ночной автобус» (Notturno bus). В этом же году его «Gino e l’Alfetta» избран гимном гей-парада в Риме. В августе 2014 года Даниэле Сильвестри записал песню «L’amore non esiste», начав с неё сотрудничество с Максом Гацце и Никколо Фаби. С 2000 по 2009 год имел постоянную связь с актрисой Симоной Каваллари, от которой у него двое сыновей — Пабло Альберто (род. 2002) и Сантьяго Рамон (род. 2003). 17 июня 2012 года женился на своей подруге Лизе Лелли, от которой у него есть третий сын (родился 4 апреля 2014 года).

## Автор книг
- Daniele Silvestri. Luci di stelle. — Borgia, 2000. — 50 p. — ISBN 9788871560601.
- Daniele Silvestri. L' autostrada. — Pendragon, 2003. — 141 p. — ISBN 9788883421846.
- Daniele Silvestri. Professione latitante. — Aliberti, 2008. — ISBN 9788874241217.

## Избранная дискография

### Студийные альбомы
- Daniele Silvestri (1994)
- Prima di essere un uomo (1995)
- Il dado (1996)
- Sig. Dapatas (1999)
- Unò-dué (2002)
- Il latitante (2007)
- S.C.O.T.C.H. (2011)
- Il padrone della festa в сотрудничестве с Максом Гацце и Никколо Фаби (2014)
- Acrobati (2016)
- La terra sotto i piedi (2019)

### Концертный альбом
- Livre trânsito (2004)

### Мини-альбом
- Che nemmeno Mennea (2013)